# St. Patrick's Day 200 1962
St. Patrick's Day 200 1962 var ett stockcarlopp ingående i Nascar Grand National Series (nuvarande Nascar Cup Series) som kördes 17 mars 1962 på den 0,5 mile (804,672 m) långa ovalbanan Savannah Speedway i Savannah i Georgia. Totalt avverkades 100 miles (160,934 km) fördelat på 200 varv. Banunderlaget var dirt. Loppet vanns av Jack Smith i en Pontiac ägd av Smith själv på tiden 1:41.45. Smiths snitthastighet uppgick till 58.775 mph. Prispotten uppgick till 4 300 dollar, varav 1 000 dollar gick till segraren.

## Resultat
| Plc     | Nr | Förare          | Team/ bilägare        | Konstruktör | Start | Varv | Ledda varv |
| ------- | -- | --------------- | --------------------- | ----------- | ----- | ---- | ---------- |
| 1       | 47 | Jack Smith      | Jack Smith            | Pontiac     | 4     | 200  | 48         |
| 2       | 6  | Cotton Owens    | Owens Racing          | Pontiac     | 9     | 200  | 35         |
| 3       | 8  | Joe Weatherly   | Bud Moore Engineering | Pontiac     | 3     | 198  | 36         |
| 4       | 62 | Curtis Crider   | Curtis Crider         | Mercury     | 13    | 190  | 0          |
| 5       | 4  | Rex White       | Rex White             | Chevrolet   | 1     | 183  | 0          |
| 6       | 60 | Tom Cox         | Ray Herlocker         | Plymouth    | 10    | 182  | 0          |
| 7       | 34 | Wendell Scott   | Scott Racing          | Chevrolet   | 11    | 177  | 0          |
| 8       | 19 | Herman Beam     | Herman Beam           | Ford        | 15    | 173  | 0          |
| 9       | 87 | Buddy Baker     | Buck Baker Racing     | Chrysler    | 5     | 161  | 0          |
| 10      | 1  | George Green    | Jess Potter           | Chevrolet   | 14    | 156  | 0          |
| 11      | 2  | Jim Paschal     | Cliff Stewart         | Pontiac     | 7     | 155  | 0          |
| 12      | 48 | G.C. Spencer    | GC Spencer Racing     | Chevrolet   | 12    | 150  | 0          |
| 13      | 11 | Ned Jarrett     | B.G. Holloway         | Chevrolet   | 6     | 134  | 81         |
| 14      | 43 | Richard Petty   | Petty Enterprises     | Plymouth    | 8     | 52   | 0          |
| 15      | 86 | Darel Dieringer | Buck Baker Racing     | Chrysler    | 2     | 36   | 0          |
| 16      | 68 | Ed Livingston   | Ed Livingston         | Ford        | 16    | 2    | 0          |
| Källor: |    |                 |                       |             |       |      |            |